# A-Studio
A-Studio (również А-Студио) – kazachsko-rosyjska grupa pop-rockowa powstała w 1982 roku w Ałmaty. Założycielami grupy byli Bajgali Serkebajew, Władimir Mikłoszic, Bagłan Sadwakasow oraz Batyrchan Szukenow.

## Skład zespołu

### Aktualny skład zespołu[2]
- Bajgali Serkebajew – keyboard
- Władimir Mikłoszyc – gitara basowa
- Keti Topuria – wokal

### Byli członkowie zespołu[3][4]
- Nadżib Wiłanow – wokal
- Batyrchan Szukenow – wokal
- Bułat Syzdykow – gitara
- Sagnaj Abdulin – perkusja
- Bagłan Sadwakasow – gitara
- Polina Griffis – wokal
- Tamerłan Sadwakasow – gitara
- Fiodor Dosiumow – gitara

## Dyskografia[5][6]

### Albumy studyjne
- 1988 – Путь Без Остановок (Put' Biez Ostanowok, pol. Droga bez postojów)
- 1990 – Джулия (Dżulia, pol. Julia)
- 1993 – А-Студио (A-Studio, pol. A-Studio)
- 1994 – Солдат Любви (Sołdat Ljubwi, pol. Żołnierz miłości)
- 1996 – Нелюбимая (Nieljubimaja, pol. Niekochany)
- 1997 – The Best
- 1998 – Грешная Страсть (Griesznaja Strast', pol. Grzeszna namiętność)
- 2001 – Такие Дела (Takije Dieła, pol. To jest to)
- 2005 – Улетаю (Ulietaju, pol. Odlecieć)
- 2007 – 905
- 2008 – Total
- 2010 – Волны (Wołny, pol. Fale)

### Albumy koncertowe
- 1995 – A-Studio Live
- 2015 – Концерт в Кремле. 25 лет (Koncert w Kriemlie. 25 liet, pol. Koncert na Kremlu. 25 lat)

### Single
- 1989 – Джулия (Dżulia)
- 2001 – S.O.S.
- 2007 – Run 2 You Remixes
- 2013 – А-Студио (A-Studio)
- 2013 – Просто Прощай (Prosto Proszczaj, pol. Po prostu przebaczaj)
- 2013 – Папа, Мама (Papa, Mama, pol. Tata, mama)
- 2013 – Верни Мне Любовь (Wierni Mnie Ljubow', pol. Oddaj mi miłość)
- 2013 – Ближе (Bliże, pol. Bliżej)
- 2013 – Переверни Небо (Pieriewierni Niebo, pol. Odwrócić niebo)
- 2013 – Хочу Влюбиться (Choczu Wljubit'sja, pol. Chcę się zakochać)
- 2013 – Раз И Навсегда (Raz I Nawsiegda, pol. Raz i na zawsze)
- 2013 – Я Искала Тебя (Ja Iskała Tiebja, pol Szukałam Cię)
- 2017 – Только С Тобой (Tol'ko S Toboj, pol. Tylko z Tobą)